# 熊谷喜一郎 (内務官僚)

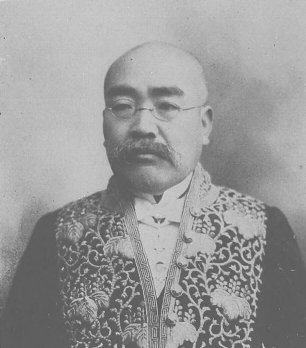
熊谷喜一郎

熊谷 喜一郎（くまがい きいちろう、1866年5月26日（慶應2年4月12日） - 1949年（昭和24年）10月9日）は、日本の内務官僚。樺太庁民政長官、官選県知事。

## 経歴
熊谷禎蔵の長男として江戸で生まれる。1892年、帝国大学法科大学を卒業。同年7月、内務省試補となり社寺局に配属された。
1893年11月、北海道庁参事官に就任。以後、内務書記官、拓殖務省書記官、農商務省・陸軍省・内務省の各参事官、兼台湾総督府事務官などを歴任。1905年8月、樺太民政署が設置されると民政長官に就任。1907年4月、樺太民政署が樺太庁に改編され、引き続き民政長官を務めた。
樺太庁では長官の楠瀬幸彦と不仲になり、第1次西園寺内閣の内務大臣である原敬は1908年4月24日に両名を更迭し、熊谷は同年6月12日付けで山梨県知事に就任した。県民から「蛸入道」の異名をもらった。山梨県政においては明治40年の大水害からの復興に尽力した。1912年（明治45年）3月27日から4月4日には皇太子嘉仁親王（大正天皇）の山梨県行啓が行われている。熊谷は3月9日に上京して皇太子行啓の内示を受けている。同年12月14日には江戸時代の甲府藩主で大老格柳沢吉保に対して贈従三位の策命にあたり、策命使をつとめる。
1913年6月、山梨県知事を休職。1914年4月、石川県知事に就任。1915年4月、石川県知事を辞し退官した。

## 家族
- 父・熊谷禎蔵 ‐ 山口県出身、東京府平民
- 弟・田中鉄二郎 (1868年生) ‐ 弁護士、弁理士、特許局次長。山口県・田中耕資の養子。東京帝国大学法科大学法律学科卒。地方裁判所検事、商業高校講師を経て弁護士・弁理士となり、特許局に転ず。妻のヒサ（華族女学校出身）は山口出身の陸軍少将・守永薫の三女。相婿に大多和新輔。[5][6]
- 妻・ヨシ ‐ 東京銀行元支配人・草刈隆一の長女。[7]
- 長男・熊谷禎一
- 二男・草刈甲二 ‐ 三菱銀行常務、野間奉公会監事。東大法科卒。旧制静岡高校では野間省一の一年先輩で、銀行員時代には講談社を担当していた。[8][9]

## 栄典
- 1906年（明治39年）4月1日 - 勲三等旭日中綬章[10]
- 1910年（明治43年）12月10日 - 従四位[11]

## 著書
- 述『要塞地帯法講義』憲兵練習所、1900年。